# MY FAVORITES (森高千里のアルバム)
『MY FAVORITES』（マイ フェイバリッツ）は、2004年11月26日に森高千里が発表したアルバム。

## 概要
1999年の『mix age*』以来5年ぶりに発売されたアルバム。森高が自ら選曲した「私のお気に入り」17曲を収録している。
本作以降、2012年8月8日にベストアルバム『ザ・シングルス』がリリースされるまで、アルバム発売がなかった。

## 収録曲
断りがない限り、初めて収録されたシングル・アルバムを記載している。
| 全作詞: 森高千里。 |                                                |           |           |          |      |
| #                  | タイトル                                       | 作詞      | 作曲      | 編曲     | 時間 |
| 1.                 | 「どっちもどっち（ミセス森高バージョン2004）」 | 森高千里  | 高橋諭一  |          | 5:22 |
| 2.                 | 「雨」                                         | 森高千里  | 松浦誠二  | 斉藤英夫 | 5:02 |
| 3.                 | 「この街」                                     | 森高千里  | 斉藤英夫  | 斉藤英夫 | 4:39 |
| 4.                 | 「叔母さん」                                   | 森高千里  | 伊秩弘将  | 高橋諭一 | 5:45 |
| 5.                 | 「ロックンロール県庁所在地」                   | 森高千里  | 森高千里  | 森高千里 | 2:28 |
| 6.                 | 「青い海」                                     | 森高千里  | 松尾弘良  | 松尾弘良 | 4:27 |
| 7.                 | 「渡良瀬橋」                                   | 森高千里  | 斉藤英夫  | 斉藤英夫 | 3:47 |
| 8.                 | 「一度遊びに来てよ」                           | 森高千里  | 斉藤英夫  | 斉藤英夫 | 5:04 |
| 9.                 | 「今日から」                                   | 森高千里  | 高橋諭一  | 高橋諭一 | 4:26 |
| 10.                | 「GIN GIN GIN」                                | 森高千里  | 森高千里  |          | 2:37 |
| 11.                | 「出来るでしょ!!」                             | 森高千里  | 伊秩弘将  |          | 4:30 |
| 12.                | 「薹が立つ」                                   | 森高千里  | 伊秩弘将  |          | 3:22 |
| 13.                | 「Let's Go!」                                  | 森高千里  | 伊秩弘将  |          | 4:23 |
| 14.                | 「Tony Slavin」                                | 森高千里  | 森高千里  |          | 4:36 |
| 15.                | 「SNOW AGAIN」                                 | 森高千里  | 高橋諭一  |          | 4:25 |
| 16.                | 「流されて…」                                  | 森高千里  | 高橋諭一  | 高橋諭一 | 4:35 |
| 17.                | 「私のように」                                 | 森高千里  | 河野伸    | 河野伸   | 5:03 |
| 合計時間:          | 合計時間:                                      | 合計時間: | 合計時間: | 74:31    |      |

## 楽曲解説
1. どっちもどっち（ミセス森高バージョン2004）
  - 1992年発売のアルバム『ペパーランド』に収録
  - 本アルバムで唯一、2004年当時の森高の声が入っている。ドラムについても本アルバムにあわせ叩き直している。
2. 雨
  - 1990年発売のシングル
3. この街
  - 1990年発売のアルバム『古今東西』に収録、後に1991年にシングルカット
4. 叔母さん
  - 1992年発売のアルバム『ROCK ALIVE』に収録
5. ロックンロール県庁所在地
  - 1992年発売のアルバム『ペパーランド』に収録
  - 1992年当時そのままに収録されているため、埼玉県の県庁所在地は当時の「浦和」のまま（後にミニモニ。がカバーしたものでは「さいたま」に変更されている）
6. 青い海
  - 1992年発売のアルバム『ペパーランド』に収録
7. 渡良瀬橋
  - 1993年発売のシングル
8. 一度遊びに来てよ
  - 1994年発売のアルバム『STEP BY STEP』に収録、後に1999年に『一度遊びに来てよ'99』としてシングルを発売
9. 今日から
  - 1995年発売のベスト・アルバム『DO THE BEST』に収録
10. GIN GIN GIN
  - 1996年発売のアルバム『TAIYO』に収録
11. 出来るでしょ!!
  - 1996年発売のアルバム『TAIYO』に収録
12. 薹が立つ
  - 1996年発売のアルバム『TAIYO』に収録
13. Let's Go!
  - 1997年発売のシングル
14. Tony Slavin
  - 1997年発売のアルバム『PEACHBERRY』に収録
15. SNOW AGAIN
  - 1997年発売のシングル
16. 流されて…
  - 1998年発売のアルバム『Sava Sava』に収録
17. 私のように
  - 1999年発売のシングル